# Caleb Piper's Girl
Pour plus de détails, voir Fiche technique et Distribution.
Caleb Piper's Girl est un film américain muet de Ernest Traxler, sorti en 1919.

## Synopsis
Caleb Piper et sa fille Mary vivent au bord de la mer. Ils risquent d'être expulsés à cause de dettes liées à la maison, de plus un amoureux éconduit de Mary, Wesley Briggs, lance de fausses rumeurs sur lui. Voulant aider son père, Mary transforme leur maison en hôtel. Parmi les premiers clients, un acteur de cinéma, Tracy Carter, est séduit par Mary, ce qui alimente les ragots de Briggs. Mary décide de rejoindre une troupe de cinéma voisine, où elle retrouve Tracy. Manquant d'expérience, elle ne réussit pas comme actrice, mais Tracy s'arrange pour qu'elle soit réembauchée, le salaire de Mary étant pris sur le sien. Cet argent permet de payer les dettes de la maison. L'amour croît entre Mary et Tracy et ils décident de se marier. 

## Fiche technique
- Titre : Caleb Piper's Girl
- Réalisation : Ernest Traxler
- Scénario : Tom Cushing
- Société de production : Astra Film Corporation
- Société de distribution : Pathé Exchange
- Pays d'origine :  États-Unis
- Langue originale : anglais
- Format : noir et blanc — 35 mm — 1,37:1 — Muet
- Genre : Comédie dramatique
- Durée : 5 bobines
- Dates de sortie :  États-Unis : 18 mai 1919

## Distribution
- Helene Chadwick : Mary Piper
- Spottiswoode Aitken : Caleb Piper
- W. E. Lawrence : Tracy Carter